# 平頂山

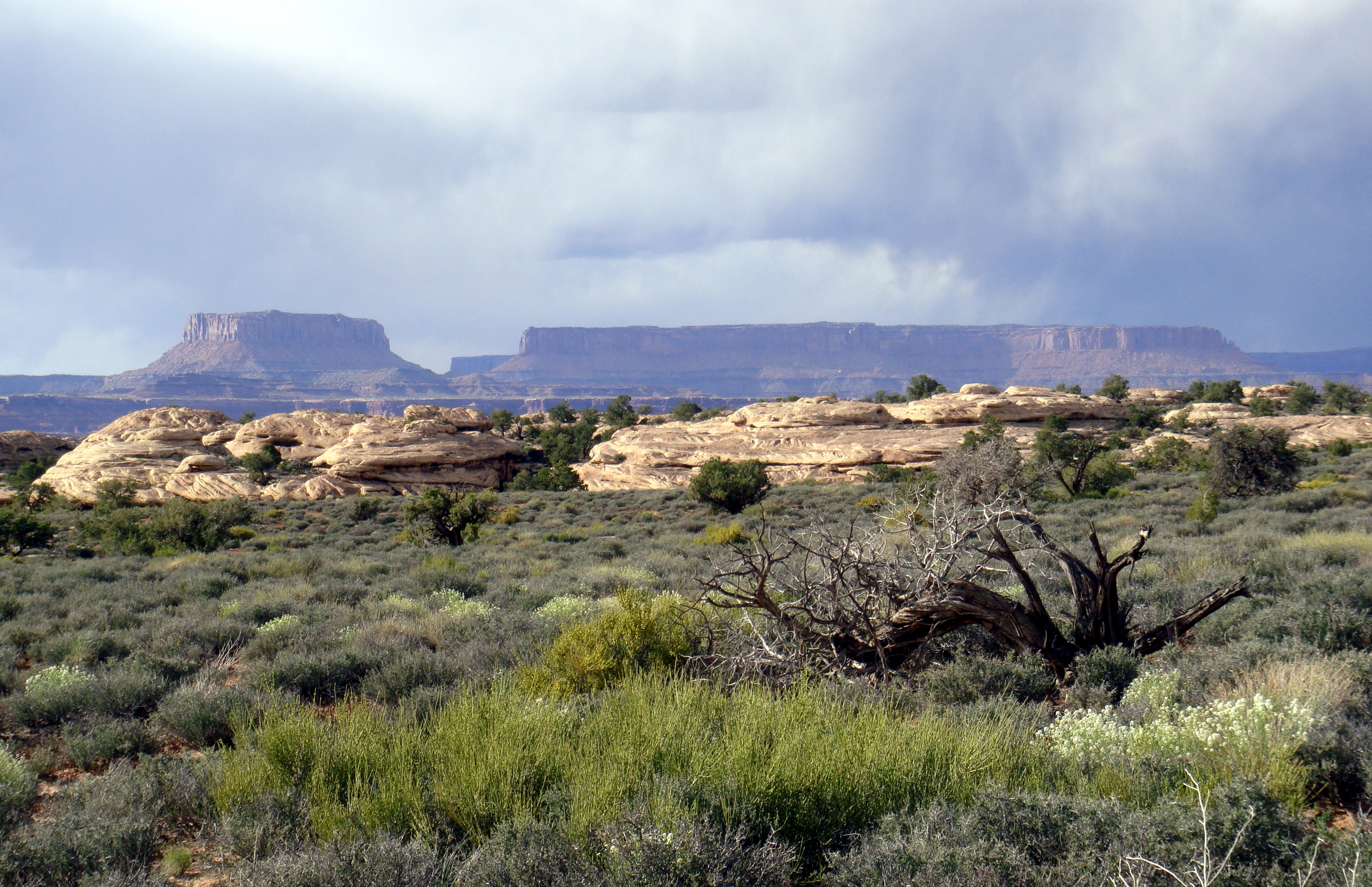
美國峽谷地國家公園的平頂山

方山或平頂山（英語：mesa）是指頂部平坦而側面通常是陡峭懸崖的隆起土地，由平層岩石經風化作用和侵蝕作用而成，是乾燥地區的獨特地形。
平頂山分佈於美國西南部、西班牙、薩丁尼亞島、非洲北部和南部、阿拉伯、印度、澳洲等地，而全世界最大的平頂山是位於美國科羅拉多州西部的大平顶山（Grand Mesa）。

## 在火星
在火星上的一種侵蝕地形，是介於多坑穴和高地和缺乏坑穴的低地之間的過渡區。較年輕的低地顯示階梯狀的台地和突起，這些台地和突起隔開平坦的低地。它們被認為是來自地面或大氣層的冰大規模的沖刷過程助長成的。台地和突起的大小與落差，隨著和高地距離的增加而減少。隆起的台地範圍從2公里到100公尺，取決於他們從懸崖處的距離。